# جاي فينلي
جاي فينلي (بالإنجليزية: Jay Finley)‏ هو لاعب كرة قدم أمريكية أمريكي، ولد في 15 مايو 1988 في كورسيكانا في الولايات المتحدة.

## وصلات خارجية
- جاي فينلي على موقع مرجع كرة القدم المحترفة.كوم (الإنجليزية)